# 足利大藤祭號列車
足利大藤祭號（日语： Ashikaga Ōfujimatsuri-gō */?）列車是由東日本旅客鐵道（JR東日本）營運的臨時特急列車。
此條目會同時記述前往足利、桐生方向的玩樂列車演變。

## 概要
在每年日本黃金周期間，隨著於栃木縣足利市的足利花卉公園內會盛開日本紫藤而舉辦「大藤祭」。而此列車也為了這個活動而開設臨時列車班次，列車名稱也使用了活動名稱。
曾經設有來自上野、大船的「足利藤祭號」列車和來自磐城方向的「足利大藤祭號」列車。後來在2019年合併，在當年起，列車名稱統一為「足利大藤祭號」。另外，在當初開辦時為快速列車，在2022年的列車類別變為特急列車。

## 運行概況
1、2號是行走於上野站至桐生站之間，3、4號是行走於大船站至桐生站之間。與特急「赤城」相異，此列車不會途經高崎線，而是途經東北本線的小山站。
此列車會在日本黃金周及前後的星期六及假日行走，在運輸日設有1至2個往返班次。雖然每年只行走數次，但是在2013年度前，行走該列車的車輛（大宮綜合車輛中心所屬的183系電動列車）設有專屬的頭牌。
全車都是普通車廂指定席，沒有自由席或綠色車廂。

### 停車站
大船站 - 橫濱站 - 品川站 - 東京站 - 上野站 - 赤羽站 - 浦和站 - 大宮站 - 足利花卉公園站 - 足利站 - 桐生站
- 在大船站至上野站之間，於2017年起只有3、4號行走該區間。
- 在快速列車時代，列車途經品鶴線，並停靠武藏小杉站。
- 在快速列車時代的最後一年（2021年），於大宮以北區間停靠以下車站。
大宮站 - 蓮田站 - 久喜站 - 足利花卉公園站 - 足利站 - 桐生站
- 在快速列車時代，列車也會停靠栗橋站、小山站、栃木站、佐野站和富田站。

### 使用車輛
成為特急列車後，此列車使用大宮綜合車輛中心所屬的E257系（5500番台5卡編成）。另外在2019年，大船到發的班次也使用E257系500番台5卡編成行走。在2020年曾經計劃開辦有關列車，因此受到新冠疫情影響而取消開辦。
在「足利藤祭號」開始運行當初是使用183系，在2014年起改用185系。除了2019年使用上述車輛外，一直使用185系至2021年。183系和185系都是以6卡編成，並且只有一個車廂等級。
在2023年春季，預定會使用185系6卡編成行走

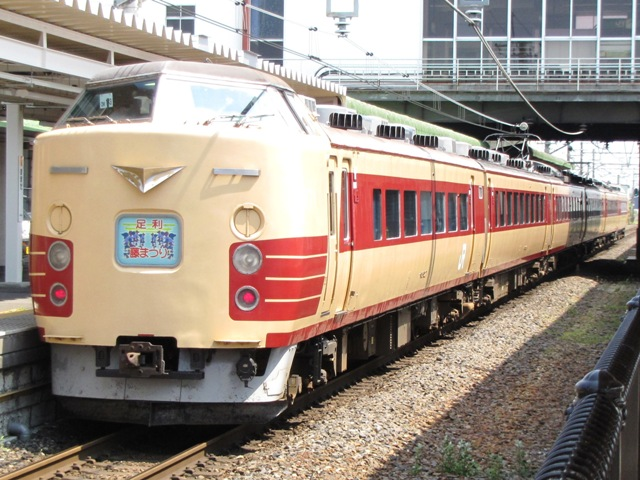
使用183系行走「足利藤祭號」

## 曾經營運的系統
在快速列車時代，曾經開設了行走於磐城站至桐生站之間的5和6號班次，途經常磐線、水戶線和兩毛線。

### 停車站（5、6號）
磐城站 - 湯本站 - 泉站 - 磯原站 - 高萩站 - 日立站 - 常陸多賀站 - 大甕站 - 東海站 - 勝田站 - 水戶站 - 赤塚站 - 友部站  -下館站 -   足利花卉公園站 - 桐生站
- 列車會在水戶線與兩毛線的轉乘站小山站作運輸停車，以進行乘務員交班。

### 使用車輛（5、6號）
在2020年起，這兩班使用了高崎車輛中心所屬的485系「度假山鳥」，以6卡編成行走。
在2006年開始運行至2012年及2015年，這兩班使用了485系（6卡編成）。在2013年和2014年使用了勝田車輛中心所屬的E653系（4卡編成）。在2016年至2019年之間使用了勝田車輛中心所屬的JR东日本651系电力动车组（4卡編成）。

## 其他列車

### 藤之花觀Night號
為配合於足利花卉公園舉行「大藤祭」，在「真實的相遇 栃木」地方旅遊活動過後的2019年起，於每年4月開設「藤之花觀Night號」列車，行走於吉川美南站至足利站之間。在2023年，預計把列車改變為り特急「藤之花Light Up號」。
停車站
吉川美南站 - 越谷Laketown站 - 南越谷站 - 南浦和站 - 大宮站 - 蓮田站 - 久喜站 -（古河站 - 小山站 - 栃木站 - 佐野站 - 富田站）- 足利花卉公園站 - 足利站
使用車輛
253系1000番台（全車指定席）

### 冬季臨時列車
在冬季，於足利花卉公園會有亮燈展覽「光之花之庭」。為配合該活動，於每年12月會開設臨時特急列車。在2018年至2020年之間，開設了行走於大宮站至足利站之間的快速「足利Illumination號」。在2021年起開設從中央快速線方向的班次。在2022年開設從吉川美南站出發的班次。

#### 心跳足利Illumi
停車站
八王子站 - 立川站 - 新秋津站 - 北朝霞站 - 大宮站 - 足利花卉公園站 - 足利站
使用車輛
E257系5500番台（全車指定席）

#### 閃亮足利Illumi
停車站
吉川美南站 - 南越谷站 - 南浦和站 - 大宮站 - 足利花卉公園站 - 足利站
使用車輛
253系1000番台（全車指定席）

## 歷史
在1950年代至1980年代，曾經開設快速（後來曾經經歷準急列車，後來升級為急行列車）「渡良」（行走於新橋（後來為上野）至高崎之間，途經小山）和「大利根」（上野至桐生、宇都宮之間），這兩架列車是來往東京至兩毛線之間（途經東北本線小山站）。另外，在1990年代前期，曾經於假日等多客時期開設「假日快速足利號」。
「渡良」和「大利根」為定期列車，於早上和黃昏分別各開設1個往返班次。這兩架列車不是觀光列車，而是讓通勤乘客等一般乘客使用。後來「渡良」增加1個往返班次，新增的班次可用作多個用途。後來隨著東北新幹線上野站啟用，使優等列車運輸系統重組，「渡良」該當時被廢除。
後來在1990年代，開設了只連結普通車廂及只於假日行走的「假日快速足利號」，行走於新宿至桐生之間（途經小山）。在2005年起，於日本黃金周與前後的星期六及假日開設快速「足利藤祭號」，在運輸日設有1至2個往返班次。

### 年表
- 1955年（昭和30年）- 開設「大利根」（行走於上野至桐生之間，經小山）和「渡良」（行走於新橋至高崎之間，經小山）。當時只連結二等車廂和三等車廂，後來連結頭等車廂。
- 1962年（昭和37年）- 「渡良」（行走於上野至桐生之間，經小山）升級為準急列車。開始使用柴油列車行走，當時列車只有普通車廂。在上野至間間田之間與「筑波嶺」（上野至真岡/水戶）串聯運輸。
- 1968年（昭和43年）- 「渡良」升級為急行。新增早上下行1班和黃昏上行1班（新增的班次行走於上野至高崎/桐生之間）。在兩毛線內變為快速列車。
- 1985年（昭和60年）- 隨著東北新幹線上野站啟用，「渡良」被廢除。
- 1990年（平成2年）- 開設行走於新宿至桐生之間（經小山）的「假日快速足利號」。
- 2005年（平成17年）- 開設只於黃金周行駛，行走於上野至桐生之間（經小山）的快速「足利藤祭號」。1至2個往返班次／日。
- 2006年（平成17年）- 開設只於黃金周行駛，行走於磐城至桐生之間（經小山）的快速「足利大藤祭號」。2個往返班次／日。
- 2008年（平成20年）- 「足利藤祭號」通過栗橋站，停靠蓮田站。
- 2017年（平成29年）- 「足利藤祭號」2個往返班次中，1個往返班次（3、4號）延長至大船。在延長區間中，上野至品川之間途經上野東京線和東海道線，在品川至大船之間途經橫須賀線（東海道本線品鶴線）。
- 2018年（平成30年）- 隨著足利花卉公園站啟用，「足利藤祭號」和「足利大藤祭號」均停靠該站（在啟用前，列車會停靠富田站，在2021年起通過富田站）。
- 2019年（平成31年/令和元年） - 「足利藤祭號」和「足利大藤祭號」合併為「足利大藤祭號」。大船到發的3、4號改用E257系500番台[8]。
- 2020年（令和2年） - 受到新冠疫情影響，所有班次暫停服務[10]。
- 2021年（令和3年） - 在2年後再次開設。當年列車通過小山站、栃木站、佐野站和富田站。大船到發的3、4號也使用185系行走。
- 2022年（令和4年） - 當年開辦列車類別變為特急。使用車輛改為E257系5500番台[2]。
- 2023年（令和5年） - 由於部分高崎線特急使用E257系5500番台，使「足利大藤祭號」的班次未必可以確保使用E257系5500番台，因此大船到發的班次改用185系行走。

## 注腳
1. ↑  交通新聞社《JR時刻表 2022年3月号》
2. 1 2   (PDF) (新闻稿). 東日本旅客鉄道. 2022年1月21日  [2022-03-03]. （原始内容存档 (PDF)于2022-11-07） （日语）.
3. ↑  JR東日本　「春の臨時列車について」2023年1月20日 （页面存档备份，存于）（日語）
4. ↑   (PDF) (新闻稿). 東日本旅客鉄道. 2012年1月20日  [2022-03-03]. （原始内容存档 (PDF)于2012-12-22） （日语）.
5. ↑   (PDF) (新闻稿). 東日本旅客鉄道. 2015年1月23日  [2022-03-03]. （原始内容存档 (PDF)于2015-02-26） （日语）.
6. ↑   (PDF) (新闻稿). 東日本旅客鉄道. 2013年1月24日  [2022-03-03]. （原始内容 (PDF)存档于2014-10-20） （日语）.
7. ↑  . 鉄道ファン. 2013年4月28日  [2022-03-03]. （原始内容存档于2023-04-18） （日语）.
8. 1 2   (PDF) (新闻稿). 東日本旅客鉄道. 2019年1月18日  [2022-03-03]. （原始内容存档 (PDF)于2023-05-06） （日语）.
9. ↑  . レイルラボ. 2022-10-24  [2023-01-28]. （原始内容存档于2023-04-18） （日语）.
10. ↑   (PDF) (新闻稿). 東日本旅客鉄道. 2020年4月14日  [2022-03-03]. （原始内容存档 (PDF)于2020-04-21） （日语）.